# Beskid Mały (Natura 2000)
Beskid Mały (PLH240023) – projektowany specjalny obszar ochrony siedlisk, aktualnie obszar mający znaczenie dla Wspólnoty, położony w Beskidzie Małym, w paśmie Magurki Wilkowickiej i Łamanej Skały, o powierzchni 7186,16 ha. Ponad 80% terytorium obszaru leży w granicach województwa śląskiego (powiat bielski, powiat żywiecki, miasto Bielsko-Biała), pozostała część leży w województwie małopolskim (powiat wadowicki, powiat suski).

## Przyroda
Typy siedlisk z załącznika I dyrektywy siedliskowej
- murawy bliźniczkowe
- ziołorośla
- łąki świeże
- torfowiska wysokie
- torfowiska przejściowe
- torfowiska zasadowe
- zbiorowiska szczelin skalnych ze związku Androsacion vandellii
- jaskinie nieudostępnione do zwiedzania
- kwaśna buczyna górska (Luzulo luzuloidis-Fagetum) – ok. 32% obszaru
- żyzna buczyna karpacka (Dentario glandulosae-Fagetum) – ok. 33% obszaru
- grąd
- jaworzyna z miesiącznicą trwałą (Lunario-Aceretum)
- bory bagienne
- łęgi
- górskie bory świerkowe Plagiothecio-Piceetum[2].

Fauna i flora
Występują tu następujące gatunki z załącznika II: podkowiec mały (Rhinolophus hiposideros), nocek orzęsiony (Myotis emarginatus), nocek Bechsteina (Myotis bechsteinii), nocek duży (Myotis myotis), wilk (Canis lupus), ryś (Lynx lynx), niedźwiedź brunatny (Ursus arctos), wydra (Lutra lutra). kumak górski (Bombina variegata), traszka karpacka (Lissotriton montandoni), widłoząb zielony (Dicranum viride). bezlist okrywowy (Buxbaumia viridis).
Inne formy ochrony przyrody
Aż 94,88% powierzchni obszaru „Beskid Mały” leży w granicach Parku Krajobrazowego Beskidu Małego.
Na terenie obszaru znajdują się 3 rezerwaty przyrody: Madohora, Szeroka w Beskidzie Małym i Zasolnica.